# Gustav Rehn
Gustav Rehn (21 dicembre 1914 – 18 marzo 1987) è stato un calciatore norvegese, di ruolo centrocampista.

## Carriera

### Club
Rehn giocò con la maglia dello Skeid.

### Nazionale
Conta 9 presenze per la Norvegia. Esordì il 9 settembre 1945, nella sconfitta per 1-5 contro la Danimarca.

## Palmarès

### Club

#### Competizioni nazionali
- Coppa di Norvegia: 1

Skeid: 1947